# Amstel Gold Race 1976
La 11e édition de la course cycliste, l'Amstel Gold Race a eu lieu le 27 mars 1976 et a été remportée par le Belge Freddy Maertens.

## Classement final
| Pos. | Coureur         | Pays     | Équipe                   | Temps           |
| ---- | --------------- | -------- | ------------------------ | --------------- |
| 1.   | Freddy Maertens | Belgique | Flandria-Velda           | 5 h 53 min 08 s |
| 2.   | Jan Raas        | Pays-Bas | TI-Raleigh-Campagnolo    | + 4 min 29 s    |
| 3.   | Luc Leman       | Belgique | Miko-De Gribaldy-Superia | + 5 min 19 s    |
| 4.   | Patrick Béon    | France   | Peugeot-Esso-Michelin    | + 5 min 19 s    |
| 5.   | Hennie Kuiper   | Pays-Bas | TI-Raleigh-Campagnolo    | + 5 min 19 s    |
| 6.   | Joop Zoetemelk  | Pays-Bas | Gan-Mercier-Hutchinson   | + 5 min 32 s    |
| 7.   | Roger Swerts    | Belgique | Molteni-Campagnolo       | + 6 min 36 s    |
| 8.   | Roy Schuiten    | Pays-Bas | Lejeune-BP               | + 6 min 47 s    |
| 9.   | Frans Verbeeck  | Belgique | Ijsboerke-Colnago        | + 6 min 47 s    |
| 10.  | Cees Bal        | Pays-Bas | Molteni-Campagnolo       | + 6 min 47 s    |